# Saint-André-du-Lac-Saint-Jean
Pour les articles homonymes, voir Saint-André.
Saint-André-du-Lac-Saint-Jean, plus communément appelé Saint-André-de-l'Épouvante est une municipalité de village dans Le Domaine-du-Roy, au Saguenay–Lac-Saint-Jean, au Québec (Canada).

## Toponymie
Selon la Commission de toponymie du Québec : « Ce nom souligne le courage et la ténacité de l'un des premiers habitants, André Néron. » Elle ajoute : « Anciennement, les lieux n'étaient connus que sous la dénomination de Saint-André-de-l'Épouvante, blason qui a suscité plusieurs explications plus ou moins convaincantes. »

## Histoire
Constituant anciennement une paroisse colonisée pour l'exploitation forestière à la fin du XIXe siècle sur la rivière Métabetchouane, le village Saint-André-du-Lac-Saint-Jean est aujourd'hui reconnu pour l'exploitation de carrières de granite vert,.

### Chronologie
- 23 juillet 1901 : Érection de la municipalité de Saint-André.
- 1er janvier 1955 : Érection du village de Saint-André de la scission de la municipalité de Saint-André.
- 29 novembre 1969 : Érection du village de Saint-André-du-Lac-Saint-Jean de la fusion de la municipalité de Saint-André et du village de Saint-André.

## Géographie
Le village de Saint-André-du-Lac-Saint-Jean est situé au creux d'un plateau des Laurentides sur les rives de la rivière Métabetchouane qui traverse le centre de la municipalité du sud-est au nord-ouest où elle en délimite le nord. Le village est à la hauteur de la chute de l'Épouvante. La rivière Prudent traverse le sud-ouest vers le nord-est jusqu'à sa confluence rive gauche avec la rivière Métabetchouane. La rivière à la Carpe traverse le sud-est en coulant vers le nord-ouest jusqu'à sa confluence rive droite avec la rivière Métabetchouane.

## Démographie
| 1991 | 1996 | 2001 | 2006 | 2011 | 2016 | 2021 |
| ---- | ---- | ---- | ---- | ---- | ---- | ---- |
| 606  | 580  | 554  | 484  | 488  | 467  | 453  |

## Administration
Les élections municipales se font en bloc pour le maire et les six conseillers.
| Saint-André-du-Lac-Saint-Jean Maires depuis 2005                                                                     |                 |         |          |
| Élection | Maire           | Qualité | Résultat |
| 2005 | Gabriel Martel  |         | Voir     |
| 2009 | Gabriel Martel  | Voir    |          |
| 2013 | Gabriel Martel  | Voir    |          |
| 2017 | Gérald Duchesne |         | Voir     |
| 2021 | Claire Desbiens |         | Voir     |
| Élection partielle en italique Depuis 2005, les élections sont simultanées dans toutes les municipalités québécoises |                 |         |          |

## Personnalités liées
- Fabienne Larouche, scénariste et productrice
- Jean-Noël Tremblay, politicien